# Tipula sigma
Tipula sigma är en tvåvingeart som beskrevs av Günther Theischinger 1979. Tipula sigma ingår i släktet Tipula och familjen storharkrankar. Inga underarter finns listade i Catalogue of Life.